# Bridging the day
Bridging the day is een compositie van Sally Beamish voor cello en piano.
Het verzoek voor het werk kwam van Gerry Mattock, een Schotse ondernemer. Hij wilde een werk ter gelegenheid van zijn 70-ste verjaardag dat geïnspireerd was op de omgeving van zijn zomerhuis te Brook Cottage. Beamish werd uitgenodigd om daar een aantal dagen te vertoeven om de sfeer op te snuiven. Beamish liet zich vervolgens muzikaal uit over de door hemzelf ontworpen brug over een beek, met daarbij een zonnewijzer. 
Een werk voor cello en piano leek al op voorhand de beste oplossing. Beamish kan zelf meer dan redelijk piano spelen en haar man Robert Irvine is cellist. Toch zou dat koppel niet de première voor dit werk geven, dat was toebehouden aan Steven Isserlis (cello) en Ian Brown (piano) op 16 augustus 1998, in Gloucestershire.  
Gerry Mattock en Beryl Calver-Jones (†), met wie hij regelmatig in Brook Cottage verbleef, zouden daarna nog een aantal werken van Beamish bestellen en financieren.